# Typ 052C
Der Typ 052C (nach dem Typschiff auch Lanzhou-Klasse oder nach NATO-Codename als Luyang-II-Klasse bezeichnet) ist eine Klasse von sechs Lenkwaffenzerstörern der Marine der Volksrepublik China.

## Allgemeines
Der Typ 052C ist eine Weiterentwicklung des vorherigen Typ 052B (Luyang-I-Klasse) und löste die Zerstörer des Typ 051 (Luda-Klasse) teilweise im Dienst ab.

## Einheiten
| Kennung | Name             | Bauwerft                     | Stapellauf       | Indienststellung  | Bemerkungen (Flotte) |
| ------- | ---------------- | ---------------------------- | ---------------- | ----------------- | -------------------- |
| 170     | Lanzhou (兰州)   | Jiangnan Shipyard, Schanghai | 29. April 2003   | September 2005    | aktiv (Südflotte)    |
| 171     | Haikou (海口)    | Jiangnan Shipyard, Schanghai | 30. Oktober 2003 | Dezember 2005     | aktiv (Südflotte)    |
| 150     | Changchun (长春) | Jiangnan Shipyard, Schanghai | 28. Oktober 2010 | 31. Januar 2013   | aktiv (Ostflotte)    |
| 151     | Zhengzhou (郑州) | Jiangnan Shipyard, Schanghai | 25. Juni 2011    | 26. Dezember 2013 | aktiv (Ostflotte)    |
| 152     | Jinan (济南)     | Jiangnan Shipyard, Schanghai | Dezember 2011    | 22. Dezember 2014 | aktiv (Ostflotte)    |
| 153     | Xi'an (西安)     | Jiangnan Shipyard, Schanghai | 16. Juni 2012    | 9. Februar 2015   | aktiv (Ostflotte)    |

## Technik

### Rumpf und Antrieb
Der Rumpf eines Zerstörers des Typ 052C ist 155,5 Meter lang, 17,2 Meter breit und hat bei einer maximalen Verdrängung von 7.000 Tonnen einen Tiefgang von 6,1 Metern. Der Antrieb erfolgt durch zwei Gasturbinen und zwei Schiffsdieselmotoren (CODOG-Antrieb).
Die Leistung wird an zwei Wellen mit je einer Schraube abgegeben. Die Höchstgeschwindigkeit beträgt 32 Knoten (59 km/h).

### Bewaffnung
Die Bewaffnung besteht aus einem 100-mm-Geschütz (Typ PJ-87) und sechs Sechsfach-Senkrechtstartanlagen für HHQ-9-Boden-Luft-Raketen (48 Raketen). Die Raketen werden kalt gestartet und haben eine maximale Einsatzreichweite von 102 km. Des Weiteren gibt es zwei Vierfachstarter für YJ-62-Seezielflugkörper und zwei 30-mm-Nahbereichsabwehrsysteme vom Typ H/PJ12. Zur U-Bootjagd und weiterer Aufgaben kann ein Hubschrauber mitgeführt werden.